# 缶詰
缶詰（かんづめ）は、一般に水分の多い食品を金属缶に詰めて密封した上で微生物による腐敗・変敗を防ぐために加熱・殺菌した保存食。乾燥食品などの製品を単に金属缶に詰めて密封したものは厳密には「缶入り」と呼ばれ、一般に缶詰とは区別される。なお、食品以外の缶詰も製造されている（後述）。

## 概説

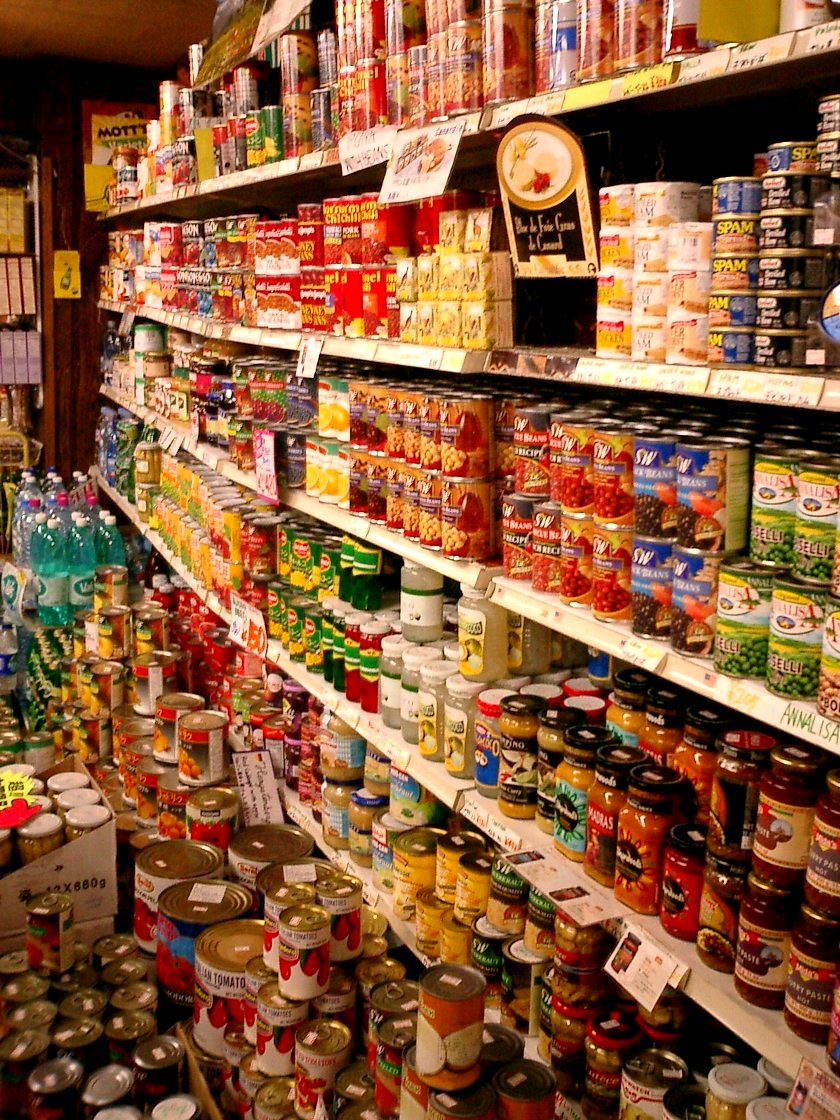
食料品店の棚に並ぶ缶詰や瓶詰

長期保存に適するよう調理した食品を金属製容器（缶）に入れて封をし加熱処理をしたもので、保存食の一種である。広く金属缶に封入した製品を指すこともあるが、先述のように乾燥食品などの製品を単に金属缶に詰めて密封したものは「缶入り」と呼ばれ一般の缶詰とは区別される。日本の品質表示基準（JAS法）等の規格でも殺菌工程を経ているものを「缶詰」としている。缶詰は中の微生物を高熱で殺菌してあるので殺菌剤や保存料は使用されていない。業務用のものでは一斗缶と呼ばれる18リットル程度の大型のものもあり、主に食用油や液状の調味料、タケノコの水煮など大型の食材を封入している。また、飲み口のある飲料缶は、それぞれ「缶コーヒー」「缶ジュース」「缶ビール」と呼ばれている。
缶詰は基本的に調理済みなので、開けてすぐ（または湯煎等による簡易な加熱などのみで）、そのまま食べることができる。開けてすぐに食べれば食中毒を引き起こすことも無い。ただし通常、固形物は調味液とともに封入する必要があるなど、製造工程に由来する弱点もあり、どんな食品でも保存できるわけではない。例外として、あえて殺菌をせずに缶の中で発酵させるシュールストレミングという缶詰も存在する（日本では規格上、缶詰ではない）。また、ドライパック缶といって、水戻しした大豆やヒジキなどを、液体を加えず高真空状態で缶に詰め、加熱殺菌時に缶内の水蒸気の対流により、程よく蒸し上がるようにした製品も作られている。
缶の素材は、日本では主にアルミニウムまたは鉄で、アルミニウム製のものはアルミ缶、鉄製のものはブリキ缶またはスチール缶と呼ばれる。スチール缶は磁石につく。空き缶は回収することにより、再資源化することが可能である。
瓶詰めと異なり、通常、いったん開封すると再度蓋を閉める事はできない。
その製法により、缶詰食品は「魚の缶詰は骨までサクサク食べられる」「果物の缶詰はシロップの味が全体にいきわたっている」など、独特の味わいが生まれる。そのため、デザートに敢えて生の果物ではなくフルーツ缶を用いる例や、酒肴・おかずの缶詰を揃えた「缶詰バー」が開かれるなどの動きも出てきている。
なお、土産物品やジョーク商品として、食品以外の缶詰も製造されている。

## 特徴

### 長所
- 水や気体に対する遮断性が大きく、脱気・密封・殺菌の工程を経ているため長期保存に適している[5][6][7][3]。
- 熱伝導性が高いため、効率よく内容物の加熱・殺菌、冷却を行うことが可能である[5]。
- 金属は一般に剛性や弾性に優れ丈夫であることから、荷扱いが容易である[5]。
- 金属は伸展性に富み高い精度で多様な加工を施すことができ、規格化も容易である[5]。
- 製造工程において缶への表面塗装あるいは印刷が可能である[5]。
  - 缶への直接印刷は、日本では第二次世界大戦前は行われなかった。缶の外側に印刷した紙を巻きつけるように張り、これで内容物を示した。この方法は簡便であり、同じ内容の缶詰を多数の国へ輸出する場合などに便利であるので、21世紀初頭の現在も一部の缶詰で行われており、日本国内では輸入品の缶詰によく見られる。しかし、この紙を巻くタイプの表示は劣化しやすく、破れたり風化してしまう可能性も否めないため、極めて長期間の保存を意図した製品への使用には向かない。
  - 缶への印刷に使うインキは金属インキと呼ばれ、金属光沢を生かせる透明性のものが多い。
- 原料を大量に買い付けて加工し保存しておくことができる、常温で流通させることが可能である、中身には廃棄部分が無い、価格変動の大きい食材も安く手に入れることができる、調理の手間も少ないといった点で経済的である[6][7][3]。
- 主食、副食（おかず）、デザートなど種類も多く、外国産の食材やシーズン外の食材を食べることも可能である[6][7][3]。
- 栄養価の損失が少ない[6][7][3]。

### 短所
- 缶の内面に塗装を施さなければ保存中に缶の内面からの腐蝕を生じやすい[5]。
  - 内容物によっては、缶に錫の合金を使い、内容物の腐敗や変色を防ぐ工夫がされている。しかし錫が溶け出して人体に影響を及ぼす例も存在する。1969年にはトマトジュース缶で、1970年にはモモ（桃）缶で中に錫が溶け出して食中毒が発生。製品が回収された出来事もあった[8][9]。錫の代替物としてエポキシ樹脂やフェノール系樹脂塗料が使われることもあるが、これらの樹脂には環境ホルモンであるビスフェノールAが溶出する問題がある。
  - カニやホタテの缶詰には酸性パーチ（硫酸紙）と呼ばれる紙が敷かれているが、貝類や甲殻類に含まれる硫黄分がブリキの錫や鉄分と化合して硫化錫や硫化鉄となり、肉に黒い色をつけてしまうのを防止するためだったという。この方法は、1900年頃に北海道の業者により発明された。現在では缶の内側に塗料が塗られているので、黒変の心配は減っている。なお、カニやサケの缶詰にガラス様の結晶が発生するストラバイト現象は、カニ・サケ肉の成分であるマグネシウム、アンモニウム、リン酸が結合して、マグネシウム・アンモニウムリン酸塩の結晶[注 1]が発生する現象であり、これは酸性パーチをもってしても防ぐことはできない。
  - こうした内側の膜の成分は高温で溶出する可能性があるにもかかわらず、飲食店やアウトドア調理で缶詰を直火で加熱する例が見られ、日本製缶協会は缶詰の中身を温めたい場合は湯煎するよう呼び掛けている[10]。
- 開封のために缶切りが必要な場合がある[5]。
  - 現在では缶切りがなくても開けられるよう缶詰の缶蓋そのものに加工を施したイージーオープンエンド（EOE）となっているものが増えている。日本では、缶飲料はほとんどがこの種のものになっている。また、肉や魚などの食品缶詰でもスコアと呼ばれる深い傷のような線を表面につけて、大きく開くようにしたものも多い。このように缶蓋をイージーオープンエンドとした缶詰をイージーオープン缶と呼ぶ。イージーオープン缶の保存性は従来の物と変わらないが[11]、強度が低いため、高所から落下させた場合など、強い衝撃があると開缶してしまう可能性がある。このため、自衛隊の戦闘糧食で用いられる缶詰はイージーオープン缶は採用されていない。
  - 警視庁警備部災害対策課では、「缶詰のふたのフチを、コンクリートやアスファルトにこすりつけて下さい。缶詰のふたは構造上フチの接合部分が削れると取れるようになっています」と非常時の開け方を案内している[12]。
- 紙容器やプラスチック容器に比べると重い[5]。
- 味が単調で変化に乏しい[6]。
- 刺身など、一般的に生食するものは缶詰に出来ない。食品衛生法により製造時に高温殺菌が義務付けられており、殺菌したもの以外は缶詰として認められないためである。

## 製造方法
内容物は洗浄され、食用にならない部分は取り除かれる。内容物によっては調理などが行なわれ、缶に入れられ、場合によっては調味液が入れられる。缶内部の空気が抜かれた状態で封がされる。この後、加熱殺菌される。
殺菌温度や時間も、内容物により異なる。魚の缶詰の場合には摂氏120度で約1時間高温高圧殺菌される（この過程で魚の骨がやわらかくなる）。最後に打検棒で叩いて、内容を打音検査する。これは、検査官が音で内容物の状態を把握する、というものである。打検技術者の資格試験が1976年（昭和51年）6月以降行われていないため、日本国内で資格を持つ打検士は少ない。

## 歴史

### 瓶詰から缶詰へ
フランスのナポレオン・ボナパルトは遠征における食料補給の問題に悩まされ、その懸賞に応えた同国のニコラ・アペールにより1804年、長期保存可能な瓶詰めが発明された。だがガラス瓶は重くて破損しやすいという欠点があった。
ビン詰めの欠点を改善するため、1810年にイギリスのピーター・デュランド (Peter Durand) が、金属製容器（ブリキ缶）に食品を入れる「缶詰」を発明した。これにより、食品を長期間保存・携行することが容易になった。ただし、初期のものは殺菌に問題があり、たびたび中身が発酵して缶が破裂するという事故を起こしている（これは後に改良された）。また、密封用のはんだに鉛が多量に含まれており、食べた人が鉛中毒で死亡する事故もあった。
初期のブリキ缶は細工師がはさみとこてを使い、はんだ付けで接合して一個ずつ製作していた。そのため一人当たり1日に60～70個しか生産できなかった。
1812年には、ブライアン・ドンキン（Bryan Donkin）とジョン・ホール（John Hall）がデュランドの特許を基にイギリスに世界初の缶詰工場を建設、翌1813年から陸海軍に納入を開始した。1833年にはフランスのアンシルベールによって、缶の蓋の周りをはんだ付けし、熱で溶かして缶を開ける方式が考案された。
缶詰は、初期には主に探検家の携行食や船舶用の非常食、軍用食として活用された。特にアメリカ合衆国の南北戦争で多く利用された。後に一般向けにも製造されるようになり、現在では、災害対策用の備蓄用食品（非常食）としても利用されている。

### 缶切りの発明
当初、缶切りは発明されず、開封には金鎚と鑿（のみ）が用いられ、戦場では斧で切ったり銃剣でこじ開けたり、銃で撃って開けたりした。そのため、内容物が固形物に限られ、液状のドリンク類は入れられなかった。1858年、アメリカのエズラ・J・ワーナーにより缶切りが発明されると、液体なども入れられるようになり、内容物のバリエーションが広がった。さらに、その後、缶切りが無くても開けられる様にイージーオープンエンドが発明された。
19世紀の末に缶詰の生産が軌道に乗り、キャンベルやハインツのスープのように日常食となり得る品質の製品が現れ始めると、缶詰食は一種のステータスシンボルとなった。

### 日本の缶詰

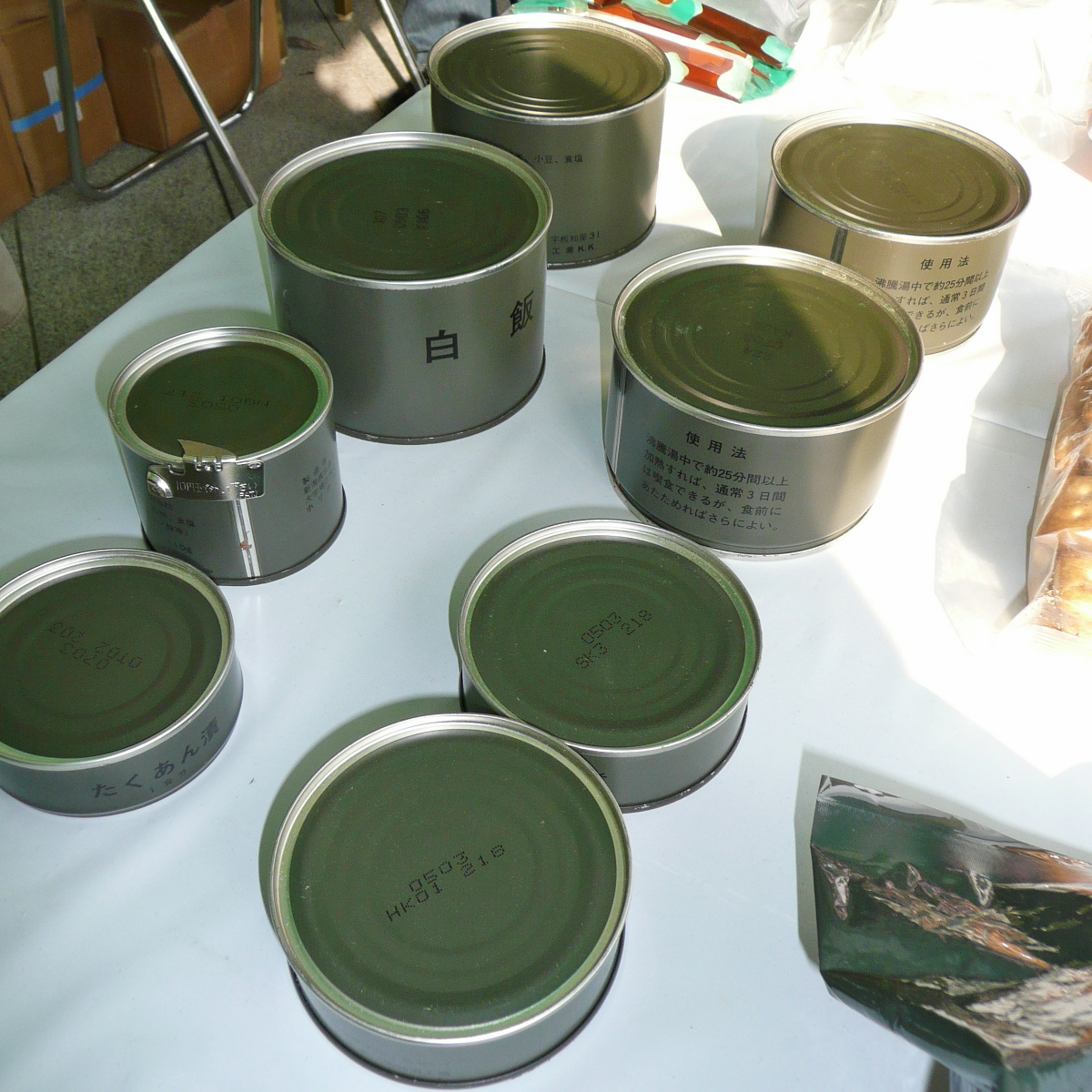
陸上自衛隊の缶詰食（戦闘糧食I型、通称「缶飯」）

日本での初めての製造は、明治4年（1871年）に長崎県で、松田雅典（まつだ・がてん）によってフランス人レオン・デュリー（Leon Dury）の指導の下、イワシ油漬の缶詰の試作が行なわれたとされている（この段階では缶詰という言葉は存在していない）。
本格的な生産が始まったのは1877年（明治10年）10月10日、北海道石狩市で石狩缶詰所が創業したことによる。初期にはアメリカ人Ulysses S.TreatとTrescott Swertの指導の下、サケ缶が製造されていた。このことから日本缶詰協会はこの日、10月10日を缶詰の日と定めている。当初は缶詰は管詰と綴られた。
明治時代には、主に日本国外向けの輸出用、国内向けには軍需用として生産されていたため、庶民には普及しなかった。当時の缶詰の価格は、1缶が20銭から35銭で、白米1升が7.65銭であったことから、いかに高価な食品であったかがわかる。
1905年（明治38年）に大日本缶詰業連合会が設立されて研究が進み、年間5千トンほど輸出するようになり、第一次世界大戦後の1921年から25年にかけては年間生産量も約2万トンから7万トンへ飛躍的に増加した。
国内で本格的に普及するきっかけは、1923年（大正12年）の関東大震災以降で、アメリカから送られた支援物資に缶詰が用いられたことによるものとされる。
満州事変前後からは外貨獲得のための輸出用や軍用に回されるようになり、1939年には生産量約34万2300トン（1712万函、2億8367万円）、輸出量は17万3000トン（867万函、2億5000万円）を記録した 。
特殊な例になるが、第二次世界大戦時の金属供出を受けて開発された陶製代用品には缶詰も含まれており、蓋付きの陶製容器をゴムで密封したものが「防衛食」という名称で当時は多く流通した。だが、缶詰にする食料自体が欠乏し、やがて製造は打ち切られた。なお、戦後60年以上経過したものを開封してみても、中の食品の品質に問題はなかったという。
戦後は大日本缶詰貿易協会が閉鎖機関に指定され缶詰企業の整理統合も行われたが、1970年代には年間生産量約100万トン、年間輸出量約30万トンにもなった 。しかしながら、昭和51年（1976年）から昭和52年（1977年）にかけて決定された200海里漁業専管水域の設定により、それら缶詰の輸出は壊滅的な打撃を受け、約60年の歴史を閉じることとなった。 
日本での缶詰の消費量は、日本缶詰びん詰レトルト食品協会によれば406万トン（2017年推計）であった。ただし、缶コーヒー、果汁飲料の缶ドリンクを含むが、缶ビールと炭酸飲料、スポーツドリンク類は除かれている。250g缶相当で一人あたり127缶、ドリンク類を除くと33缶である。冷凍食品、レトルトパウチなどの売り上げが伸びており、缶詰の消費量は若干減少傾向にある。

## 缶詰における表示

### 日本の缶詰の場合
表示については品質表示基準や食品衛生法などの規制を受けている。ラベルなどによる一括表示のほか、缶の蓋に3段からなる表示として「缶詰品名記号」（通称缶マーク）等が打刻されている。缶詰品名記号は元々は輸出規制法に基づく海外への缶詰食品輸出のために記載が義務付けられていたが、1997年3月の輸出検査法の廃止に伴い現在は法的義務が無くなっているものの、主に食品缶詰で慣例的に品名記号が打刻されている場合が多い。缶詰品名記号は上段には原料の種類や調理方法など、中段には賞味期限、下段には製造工場が示される。ただし、品名と工場記号については別に記載されていることから、缶ぶたへは賞味期限のみを表示している製品が多くなってきている。
- 原料の品種名（上段左から第1位、第2位の文字を組み合わせた2文字）
  - BF - 牛肉
  - BS - タケノコ
  - BT - マグロ
  - CP - クリ
  - CS - サケ
  - KZ - 福神漬
  - MO - ミカン
  - MP - サンマ
  - OR - パイン
  - PW - 白桃
  - SA - イワシ
- 調理状態（原則として上段左から第3位の１文字、ただし形態、大小または添加副原料の区別を必要としない調理状態のものに限り第3位、第4位の文字を組み合わせた2文字）
  - A - 佃煮
  - JM - ジャム
  - Y - 果実類シラップ漬け
- 形態・大小・添加副原料（上段左から第4位の1文字）
  - L - かき、グリーンピース、ミカン、桃、さくらんぼ等の大きさ（大）
  - M - かき、グリーンピース、ミカン、桃、さくらんぼ等の大きさ（中）
  - S - かき、グリーンピース、ミカン、桃、さくらんぼ等の大きさ（小）
  - T - かき、グリーンピース、ミカン、桃、さくらんぼ等の大きさ（特小、四つ割）
  - ・ - たらばがに、くじら肉、サバ、あわび等のフレーク、みかんのブロークン
  - ： - マッシュルーム、果実、たけのこ等のスライス、アスパラガス水煮の頭無カット
- 賞味期限表示（中段の表示）

3段の文字列のうちの中段が賞味期限の表示で、「041010」は賞味期限が2004年10月10日であることを意味する。表示には日を省略し、「0410」（2004年10月賞味期限の意味）でもよい。1999年（平成11年）3月31日製造分までは、この表示が製造年月（日）表記のものもある。また、非常に古い缶詰の中には、製造年を下1桁のみ表し、10月製造を「0」、11月製造を「Y」、12月製造を「Z」と表した時代もあった（例：1982年11月30日製造＝「2Y30」）。これは製缶機の刻印能力に限界があったためであった。
- 製造工場（下段の表示）

企業、製造所毎にアルファベット、アラビア数字の組み合わせで原則4文字以内で申請した記号を用いる。申請制度であったため、同記号でも別会社・工場の記号が存在する。

## 缶詰サイズの規格

### 日本の缶詰の場合
- 1号缶、2号缶、3号缶、4号缶、5号缶、6号缶、7号缶、8号缶
- 平2号缶、平3号缶
- かに2号缶、かに3号缶
- 小型1号缶、小型2号缶
- マッシュルーム2号缶、マッシュルーム3号缶
- コーン4号缶、コーン7号缶
- ツナ1号缶、ツナ2号缶、ツナ2キロ缶
- ポケット4号缶、携帯缶、など

## 検査
缶詰の品質を判断するための検査法として、外観検査、打検検査、官能検査の3つがある。ただし、不良品と断定するには専門家による実験室内での試験を行う必要がある。

### 外観検査
外観を検査する際はまず、巻締部の変形に注意する必要がある。ボディーフックやカバーフックの長さが適正で、十分なオーバーラップが確保出来ないなどの不適正巻締がある場合、衝撃によって空隙が生じやすくなる。缶詰に空隙が出来ると、その大きさに関わらず、細菌が缶詰内部へ侵入して腐敗に繋がる。缶詰の内容物が腐敗した場合、細菌が生み出すガスによって内部のガス圧が高まり、缶が膨張する場合がある。巻締部に脆弱な部分があると、そこから液汁が漏れ、悪臭がする。
膨張にはいくつかの種類がある。製造の際に脱気が不十分であったことを原因とする蓋底面の突出をフリッパーという。片面膨張（スプリンガー）は、蓋底の片面が突出する現象で、原因は不十分な脱気、缶材と内容物の化学変化により生じる水素ガス、肉詰過多である。また、缶の両側が膨れることをスウェルという。膨張した缶は不良品として扱われる。

### 打検検査
打検検査とは、缶の蓋を打検棒で叩いた際の音の高低、清汚、振動の感触から、中の状況を推定する検査法をいう。この検査によってわかるのは、ガスの発生、缶上部の空隙（ヘッドスペース）の容積の過大または過小などである。打検検査には相当程度の熟練を要する。

### 官能検査
官能検査では、臭いや色沢、味、ハニカム（マグロ、サケ、イワシなどの魚肉片に小さな孔が多く開き、蜂の巣のように見えること）などを確認する。水産缶詰の場合、臭いは最も有力な手段となる。ハニカムは鮮度の低下した原料を使用した場合のほか、冷凍した原料を使用した場合も見られるが、後者のケースでは魚肉片を舌に乗せても不快な味がしない。味による官能検査は、明らかに腐敗していると思われるものに対して行ってはならない。

## 食品以外の缶詰
土産物やジョーク商品として缶詰が用いられることがある。

### 空気
有名な物は富士山土産の「富士山の空気」や摩周湖土産の「摩周湖の霧」などがある。日本国外にも同様の商品がある。
日本各地で公害が激しかった頃、1968年には「東京の汚れた空気」の缶詰が売られていた。
香港返還直前の1997年には「植民地時代の香港（イギリス領香港）の空気」の缶詰が売られていた。
日本の元号が平成から令和に改元する直前、2019年4月には岐阜県関市平成地区で採取した空気と「平成の五円玉」を封入した「平成の空気缶」を製造・販売した。

### 火山灰
鹿児島県垂水市では市役所屋上等に積もった桜島の火山灰を封入した土産品「灰缶詰〜ハイ!どうぞ!〜」が販売されている。

## 比喩表現としての「缶詰」
人を力尽くで密室に長時間閉じ込めることを、「カンヅメにする」「カンヅメにされる」という。
その意味は、
1. 原稿の締め切りが迫った小説家や漫画家を、出版社の編集者が旅館・ホテルの一室に半ば軟禁して、執筆に集中させること。新潮社では作家が集中して執筆する宿舎として「新潮社クラブ」を保有している[43]。自分を「缶詰」状態にするよう依頼できるカフェや、旅館で缶詰にされた文豪を疑似体験させる企業もある[44]。
2. 何らかの要求を掲げた一団の活動家や群衆などが、当該問題の責任者を一室に閉じ込めたり、その事務所や住居を包囲したりして吊し上げて交渉し、力尽くで要求を呑ませようとすること。
3. 狭い場所に多人数が閉じ込まれること。

3.は、乗り物やエレベーターでの移動中、長時間の運転停止があった場合を指して使われる（ニュースなどでは「新幹線大雪停止、車内に6時間缶詰」などと使われる）。
他にも、アルミニウムは生産に際し、電気分解で莫大な電力を消費するため「電気の缶詰」と呼ばれることがある。